# هیتومی نوزوئه
هیتومی نوزوئه (انگلیسی: Hitomi Nozoe؛ ۱۱ فوریه ۱۹۳۷ – ۴ مهٔ ۱۹۹۵) بازیگر اهل ژاپن بود.